# Авчинников, Иван Иванович
Ива́н Ива́нович Авчи́нников (1872 — после 1917) — член IV Государственной Думы от Подольской губернии.

## Биография
Родился 3 (15) сентября 1872 года. Происходил из потомственных почётных граждан. Землевладелец Балтского уезда (541 десятина при селе Саражинка) и Винницкого уезда Подольской губернии.
По окончании Санкт-Петербургского университета в 1896 году, служил в Херсонской губернии, где заведовал губернским по городским и земским делам присутствием. При открытии в 1906 году землеустроительных комиссий, был назначен непременным членом Балтской уездной, а в 1908 году — Подольской губернской землеустроительной комиссии. В последней должности состоял до избрания в Государственную думу. Дослужился до чина надворного советника. Кроме того, состоял почетным мировым судьей Балтского округа, гласным Балтского уездного и Подольского губернского земских собраний.
В 1912 году был избран членом Государственной думы от Подольской губернии. Входил во фракцию русских националистов и умеренно-правых (ФНУП), после её раскола в августе 1915 — среди сторонников П. Н. Балашова. Состоял докладчиком и секретарем земельной комиссии, а также членом комиссий: по Наказу, сельскохозяйственной, согласительной.
В годы Первой мировой войны участвовал в работе Российского общества Красного Креста: с 27 августа 1914 года состоял главноуполномоченным РОКК при армиях Юго-Западного фронта, с 12 марта 1915 — уполномоченным Главного управления землеустройства и земледелия по закупке хлеба для армии в Подольской губернии.
31 мая 1916 года сложил депутатские полномочия в связи с назначением начальником Томского управления земледелия и государственных имуществ. На его место был избран Г. А. Андрийчук.
Судьба после 1917 года неизвестна. Был женат, имел дочь.
В это же время был известен его полный тёзка — Иван Иванович Авчинников (19.03.1880—21.12.1917), уроженец Екатеринославской области Войска Донского, служившего в казачьих войсках после окончания Донского кадетского корпуса и Михайловского артиллерийского училища (по 1-му разряду в 1900)4 в 1906 году окончил Михайловскую артиллерийскую академию.